# هربرت ألين جونيور
هربرت ألين جونيور (بالإنجليزية: Herbert Allen, Jr.)‏ هو شخصية أعمال أمريكي، ولد في 1940.

## وصلات خارجية
- هربرت ألين جونيور على موقع إن إن دي بي (الإنجليزية)